# Copa del Mundo de ciclismo en pista de 1998
La Copa del Mundo de ciclismo en pista de 1998 es la 6.ª edición de la Copa del Mundo de ciclismo en pista. Se celebra del 22 de mayo al 21 de agosto de 1998 con la disputa de cuatro pruebas.

## Pruebas
| Fecha                   | Lugar    |
| ----------------------- | -------- |
| 22-24 de mayo de 1998   | Cali     |
| 29-31 de mayo de 1998   | Victoria |
| 12-14 de junio de 1998  | Berlín   |
| 19-21 de agosto de 1998 | Hyères   |

## Resultados

### Masculinos
| Evento                        | Ganador                                                          | Segundo                                                                  | Tercero                                                         |
| Cali                          | Cali                                                             | Cali                                                                     | Cali                                                            |
| ----------------------------- | ---------------------------------------------------------------- | ------------------------------------------------------------------------ | --------------------------------------------------------------- |
| Keirin                        | Jens Fiedler                                                     | Laurent Gané                                                             | Marty Nothstein                                                 |
| Km. contrarreloj              | Stefan Nimke                                                     | José Antonio Escuredo                                                    | Dimitris Georgalis                                              |
| Velocidad                     | Arnaud Tournant                                                  | Marty Nothstein                                                          | Laurent Gané                                                    |
| Velocidad por equipos         | Arnaud Tournant Laurent Gané Damien Gérard                       | Jens Fiedler Stefan Nimke Jan van Eijden                                 | George Chimonetos Dimitris Georgalis Labros Vassilopoulos       |
| Persecución                   | Luke Roberts                                                     | Stefan Steinweg                                                          | Robert Karśnicki                                                |
| Persecución por equipos       | Damien Pommereau Fabien Merciris Jérôme Neuville Andy Flickinger | Gustavo Artacho Gonzalo García Walter Pérez Edgardo Simón                | Adolfo Alperi Cristóbal Forcadell Isaac Gálvez Iván Herrero     |
| Puntuación                    | Joan Llaneras                                                    | Jean-Michel Tessier                                                      | Andrei Minachkine                                               |
| Madison                       | Gabriel Curuchet Juan Curuchet                                   | Joan Llaneras Isaac Gálvez                                               | Stefan Steinweg Mario Vonhof                                    |
| Victoria (Columbia Británica) |                                                                  |                                                                          |                                                                 |
| Keirin                        | Frédéric Magné                                                   | Marty Nothstein                                                          | Jan van Eijden                                                  |
| Km. contrarreloj              | Erin Hartwell                                                    | Frédéric Lancien                                                         | Stefan Nimke                                                    |
| Velocidad                     | Frédéric Magné                                                   | Jan van Eijden                                                           | Jens Fiedler                                                    |
| Velocidad por equipos         | Jens Fiedler Stefan Nimke Jan van Eijden                         | John Giletto Frédéric Lancien Frédéric Magné                             | Grzegorz Krejner Marcin Mientki Grzegorz Trębski                |
| Persecución                   | Stefan Steinweg                                                  | Michael Sandstød                                                         | Brett Lancaster                                                 |
| Persecución per equipos       | Timothy Lyons Michael Rogers Brett Lancaster Luke Roberts        | Gary Anderson Brendon Cameron Timothy Carswell Lee Vertongen             | Tayeb Braikia Jimmi Madsen Jakob Piil Michael Sandstød          |
| Puntuación                    | Brian Walton                                                     | Jimmi Madsen                                                             | Pavel Khamidouline                                              |
| Madison                       | Luke Roberts Michael Rogers                                      | Joan Llaneras Isaac Gálvez                                               | Tayeb Braikia Jakob Piil                                        |
| Berlín                        |                                                                  |                                                                          |                                                                 |
| Keirin                        | Jens Fiedler                                                     | Darryn Hill                                                              | John Gonzales                                                   |
| Km. contrarreloj              | Arnaud Tournant                                                  | Sören Lausberg                                                           | Grzegorz Krejner                                                |
| Velocidad                     | Florian Rousseau                                                 | Frédéric Magné                                                           | Viesturs Berzins                                                |
| Velocidad por equipos         | Jens Fiedler Eyk Pokorny Sören Lausberg                          | Florian Rousseau Frédéric Magné Arnaud Tournant                          | Grzegorz Krejner Marcin Mientki Grzegorz Trębski                |
| Persecución                   | Robert Bartko                                                    | Sergiy Matveyev                                                          | Antoni Tauler                                                   |
| Persecución por equipos       | Robert Bartko Christian Lademann Daniel Becke Guido Fulst        | Alexandre Simonenko Serhíi Matvèiev Sergiy Chernyavsky Olexander Fedenko | Anton Chantyr Edouard Gritsoun Aleksei Markov Nikolai Kuznetsov |
| Puntuación                    | Michael Sandstød                                                 | Rob Hayles                                                               | Philippe Ermenault                                              |
| Madison                       | Silvio Martinello Andrea Collinelli                              | Etienne De Wilde Matthew Gilmore                                         | Guido Fulst Stefan Steinweg                                     |
| Hyères                        |                                                                  |                                                                          |                                                                 |
| Keirin                        | Roberto Chiappa                                                  | Eyk Pokorny                                                              | Viesturs Berzins                                                |
| Km. contrarreloj              | Hervé Robert Thuet                                               | Narihiro Inamura                                                         | Craig MacLean                                                   |
| Velocidad                     | Laurent Gané                                                     | Sean Eadie                                                               | Eyk Pokorny                                                     |
| Velocidad por equipos         | Hervé Robert Thuet Laurent Gané Vincent Le Quellec               | George Chimonetos Dimitris Georgalis Labros Vassilopoulos                | Chris Hoy Craig Percival Craig MacLean                          |
| Persecución                   | Jens Lehmann                                                     | Andrea Collinelli                                                        | Aleksei Markov                                                  |
| Persecución por equipos       | Mario Benetton Andrea Collinelli Adler Capelli Cristiano Citton  | Alexandre Simonenko Sergiy Matveyev Sergiy Chernyavsky Ruslan Pidgornyy  | Anton Chantyr Edouard Gritsoun Aleksei Markov Nikolai Kuznetsov |
| Puntuación                    | Michael Sandstød                                                 | Silvio Martinello                                                        | Bruno Risi                                                      |
| Madison                       | Silvio Martinello Marco Villa                                    | Etienne De Wilde Matthew Gilmore                                         | Bruno Risi Kurt Betschart                                       |

### Femeninos
| Evento              | Ganadora           | Segunda            | Tercera              |
| Cali                | Cali               | Cali               | Cali                 |
| ------------------- | ------------------ | ------------------ | -------------------- |
| 500 m. contrarreloj | Magali Faure       | Michelle Ferris    | Galina Enioukhina    |
| Velocidad           | Magali Faure       | Michelle Ferris    | Jennie Reed          |
| Persecución         | Antonella Bellutti | Rasa Mažeikytė     | Erin Veenstra        |
| Puntuación          | Antonella Bellutti | Erin Veenstra      | Rawea Greewood       |
| Victoria            |                    |                    |                      |
| 500 m. contrarreloj | Michelle Ferris    | Oxana Grishina     | Nicole Reinhardt     |
| Velocidad           | Michelle Ferris    | Oxana Grishina     | Tanya Dubnicoff      |
| Persecución         | Lucy Tyler Sharman | Sarah Ulmer        | Erin Veenstra        |
| Puntuación          | Lucy Tyler Sharman | Olga Slyusareva    | Rawea Greewood       |
| Berlín              |                    |                    |                      |
| 500 m. contrarreloj | Félicia Ballanger  | Katerine Frietag   | Jiang Cuihua         |
| Velocidad           | Félicia Ballanger  | Michelle Ferris    | Oxana Grishina       |
| Persecución         | Lucy Tyler Sharman | Natalia Karimova   | Judith Arndt         |
| Puntuación          | Judith Arndt       | Antonella Bellutti | Lucy Tyler Sharman   |
| Hyères              |                    |                    |                      |
| 500 m. contrarreloj | Félicia Ballanger  | Jiang Cuihua       | Irina Ianovich       |
| Velocidad           | Félicia Ballanger  | Ulrike Weichelt    | Oxana Grishina       |
| Persecución         | Rasa Mažeikytė     | Yvonne McGregor    | Leontien van Moorsel |
| Puntuación          | Natalia Karimova   | Alayna Burns       | Karen Dunne          |

## Clasificaciones

### Países
| Rang | País/Equipo    | Cali | Victoria | Berlín | Hyères | Total |
| ---- | -------------- | ---- | -------- | ------ | ------ | ----- |
| 1    | Alemania       | -    | -        | -      | -      | 351   |
| 2    | Francia        | -    | -        | -      | -      | 333   |
| 3    | Estados Unidos | -    | -        | -      | -      | 234   |
| 4    | Australia      | -    | -        | -      | -      | 220   |
| 5    | Rusia          | -    | -        | -      | -      | 214   |
| 6    | Italia         | -    | -        | -      | -      | 166   |
| 7    | Reino Unido    | -    | -        | -      | -      | 160   |
| 8    | España         | -    | -        | -      | -      | 134   |
| 9    | Polonia        | -    | -        | -      | -      | 90    |
| 10   | Dinamarca      | -    | -        | -      | -      | 80    |